# Leul Mic (constelație)
Leul Mic (în latină Leo Minor) este o mică constelație din emisfera cerească nordică.

## Descriere și localizare

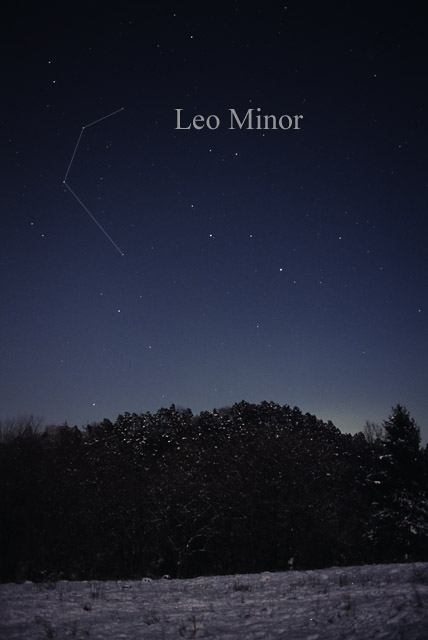
Constelația Leul Mic văzută cu ochiul liber. Pentru identificarea mai ușoară au fost trasate linii între stele.

Leul Mic se găsește între mult mai marea, mai vizibila și mai renumita constelație Ursa Mare - la nord - și Leul „mare” - la sud. 37 dintre stelele sale au o magnitudine aparentă mai mică de 6,5 iar trei o magnitudine mai mică de 4,5. 46 Leonis Minoris, o gigantă portocalie cu magnitudienea de 3,8, este la 95 a-l de noi. Atingând o magnitudine aparentă de 4,4, Beta Leonis Minoris este a doua stea ca luminozitate a constelației și singura care are denumire Bayer. Este o stea binară, componenta mai luminoasă fiind o gigantă portocalie iar companionul mai palid o stea din secvența principală. A treia ca luminozitate, 21 Leonis Minoris este o 
stea de pe secvența principală de tip A, cu o magnitudine aparentă de 4,5. Constelația include două stele cu sisteme planetare, două perechi de galaxii în coliziune (în fundal) și un obiect ceresc îndepărtat denumit Hanny's Voorwerp (în olandeză însemnând „obiectul lui Hanny”).

## Obiecte cerești
Coordonate:  10h 00m 00s, +35° 00′ 00″